# دیلدرناگار
دیلدرناگار (به انگلیسی: Dildarnagar) یک منطقهٔ مسکونی در هند است که در اوتار پرادش واقع شده‌است. دیلدرناگار ۱۹٫۹۵۹۵ کیلومتر مربع مساحت و ۲۸٬۹۱۳ نفر جمعیت دارد و ۷۳ متر بالاتر از سطح دریا واقع شده‌است.